# Neil-Armstrong-Klasse
Die Neil-Armstrong-Klasse (auch Armstrong-Klasse) bezeichnet eine aus zwei Einheiten bestehende Klasse von Forschungsschiffen der United States Navy.

## Geschichte
Die Schiffe wurden auf der Werft Dakota Creek Industries in Anacortes im US-Bundesstaat Washington gebaut. Die Neil Armstrong (Projektnummer AGOR 27) als Typschiff wurde am 14. Oktober 2011, die Sally Ride (Projektnummer AGOR 28) wurde am 3. Februar 2012 bestellt. Der Bau der Neil Armstrong begann mit dem ersten Stahlschnitt am 26. Juni 2012, der Bau der Sally Ride mit dem ersten Stahlschnitt am 26. Juni 2012. Die Baukosten beliefen sich auf rund 145 Mio. US-Dollar.
Der Schiffsentwurf stammte vom US-amerikanischen Schiffsarchitekturbüro Guido Perla & Associates.
Die Schiffe gehören der United States Navy, Office of Naval Research. Die Neil Armstrong wird von der Woods Hole Oceanographic Institution in Falmouth, Massachusetts, und die Sally Ride von der Scripps Institution of Oceanography der University of California in San Diego, Kalifornien, betrieben. Die Schiffe ersetzen die jeweils über 45 Jahre alten Forschungsschiffe Knorr und Melville.

## Beschreibung
Die Schiffe werden dieselelektrisch von zwei Siemens-Elektromotoren angetrieben. Bei der Neil Armstrong ist die Leistung der Antriebsmotoren mit jeweils 876 kW, bei der Sally Ride mit jeweils 836 kW angegeben. Die Motoren wirken auf zwei Verstellpropeller. Für die Stromerzeugung an Bord stehen vier von Cummins-Dieselmotoren mit jeweils 1044 kW Leistung angetriebene Generatoren zur Verfügung. Außerdem wurde ein von einem MTU-Dieselmotor mit 210 kW Leistung angetriebener Notgenerator verbaut.
Die Schiffe sind mit einem als ausfahrbare Propellergondel ausgelegten Bugstrahlruder mit 686 kW Leistung und einem Heckstrahlruder mit 620 kW Leistung ausgestattet. Die Schiffe verfügen über ein System zur dynamischen Positionierung.
Im Rumpf sind auf zwei Decks unter anderem der Maschinenraum und Maschinenkontrollraum, verschiedene Lagerräume, technische Betriebsräume und Tanks untergebracht. Auf dem Hauptdeck sind Laborräume untergebracht. Im hinteren Bereich der Schiffe befindet sich ein offenes Arbeitsdeck. Hier können unter anderem drei 20-Fuß-Container (Labor- oder Transportcontainer) mitgeführt werden. Im vorderen Bereich der Schiffe sind unter anderem die Kombüse, eine Messe mit 24 Sitzplätzen, ein Aufenthaltsraum, eine Wäscherei, die Krankenstation, eine Doppelkabine für wissenschaftliches Personal und verschiedene Lagerräume untergebracht. Auf den beiden darüberliegenden Decks sind unter anderem weitere 11 Doppelkabinen für wissenschaftliches Personal sowie 20 Einzelkabinen für die Schiffsbesatzung eingerichtet. Außerdem befinden sich hier weitere technische Betriebsräume sowie ein Konferenzraum mit einer Bibliothek. Im vorderen Bereich der Schiffe befinden sich auf den Deckaufbauten Bereiche für die Beobachtung von Seevögeln und Meeressäugern sowie die Durchführung optischer Experimente. Im mittleren Bereich ist auf die Decksaufbauten die Brücke aufgesetzt.
Die Schiffe sind unter anderem mit verschiedenen Sonar- und Echolotanlagen sowie Messgeräten ausgerüstet. Im Vorschiffsbereich befindet sich ein klappbarer Instrumentenmast.
An Bord stehen mehrere Hebewerkzeuge zur Verfügung, darunter ein Kran im Achterschiffsbereich sowie ein Hebewerkzeug für das Aussetzen und Einholen von Forschungsgerät auf der Steuerbordseite. Ein weiterer Kran ist im Vorschiffsbereich installiert. Die Schiffe sind mit einem schwenkbaren Heckgalgen ausgerüstet. Für das Schleppen von Forschungsgeräten stehen mehrere Winden zur Verfügung.
Die Schiffe können rund 40 Tage auf See bleiben und dabei circa 11.000 Seemeilen zurücklegen.

## Schiffe
| Neil-Armstrong-Klasse | Neil-Armstrong-Klasse | Neil-Armstrong-Klasse | Neil-Armstrong-Klasse                               |
| Bauname               | Baunummer             | IMO-Nummer            | Kiellegung Stapellauf Ablieferung                   |
| --------------------- | --------------------- | --------------------- | --------------------------------------------------- |
| Neil Armstrong        | 58                    | 9688946               | 17. August 2012 22. Februar 2014 23. September 2015 |
| Sally Ride            | 59                    | 9695171               | 17. August 2012 20. April 2014 1. Juli 2016         |

Die Schiffe sind nach den ehemaligen NASA-Astronauten Neil Armstrong als erster Mensch auf dem Mond und Sally Ride als erste US-Amerikanerin im All benannt. Die Schiffe fahren unter der Flagge der Vereinigten Staaten. Heimathafen der Neil Armstrong ist Woods Hole, Heimathafen der Sally Ride ist San Diego.